# Donovan Ricketts
Donovan Ricketts (Montego Bay, 7 luglio 1977) è un ex calciatore giamaicano, portiere.

## Palmares

### Individuale
- MLS Best XI: 2

2010, 2013